# Hans Kern (Architekt)

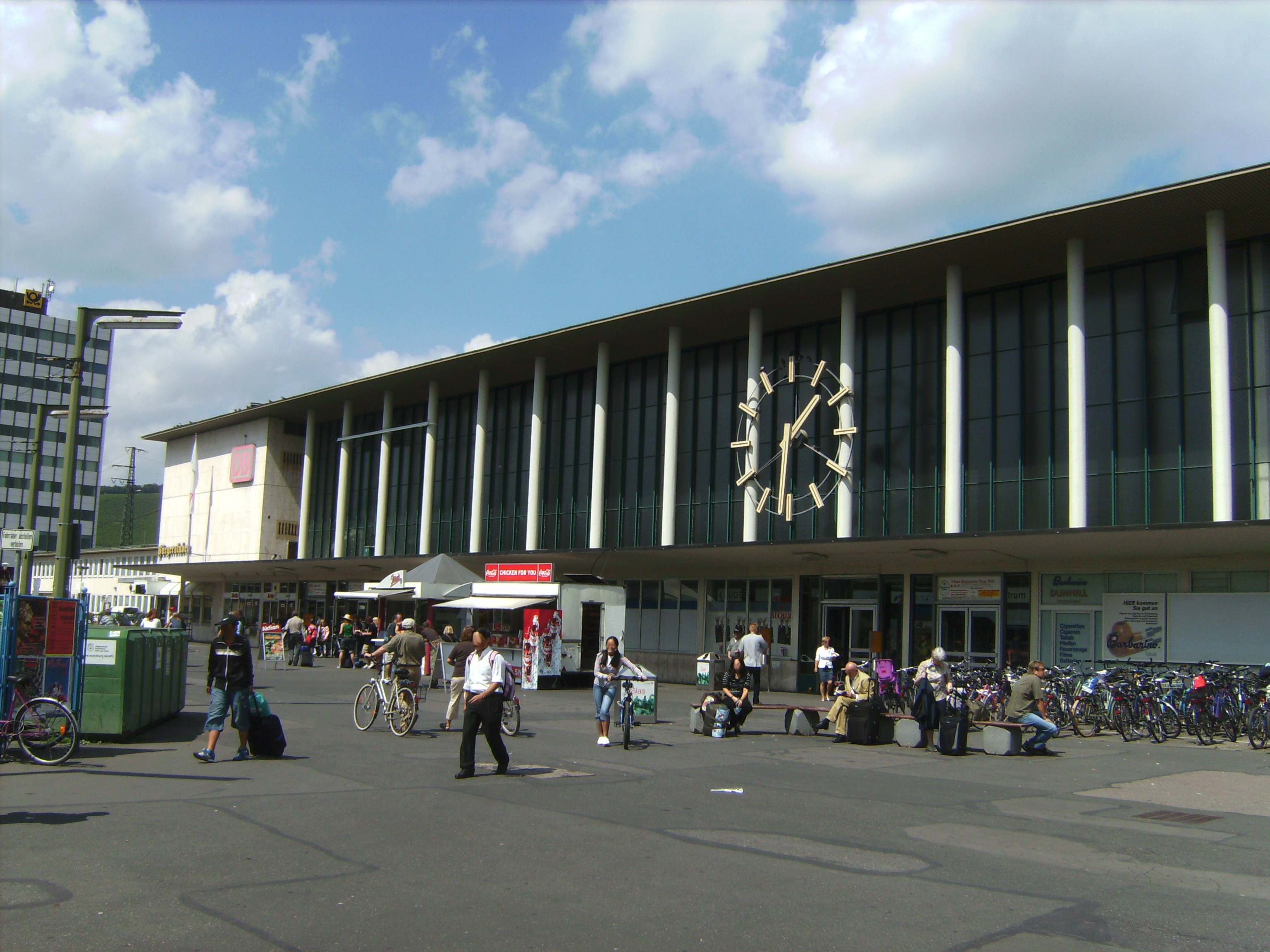
Würzburger Hauptbahnhof

Hans Kern (* 1907 in Nürnberg; † 1997 ebenda) war ein deutscher Architekt, Baubeamter und bildender Künstler.
Hans Kern wurde in den 1950er Jahren für seine kompromisslos modernen Bahnhofs-Empfangsgebäude in Aschaffenburg und Würzburg bekannt, die er in seiner Funktion als Bundesbahnoberrat errichtete. Der in Stahlbetonskelettbauweise mit einer Stahlbetonbinderkonstruktion erbaute Aschaffenburger Hauptbahnhof besaß eine verglaste Fassade und ein Pultdach, das mit dünnen Pfeilern die Eingangsüberdachung bildete. Auf den Schmalseiten waren geflieste Sgraffiti angebracht, die eine geflügelte weibliche Figur mit Koffern sowie ein geflügeltes Rad, das klassische Eisenbahnsymbol, zeigten. Der mittlerweile unter Denkmalschutz stehende Bau befand sich nach einigen Umbauten nicht mehr in der ursprünglichen Gestalt und wurde seit 2004 aufwändig saniert. Ende 2008 wurde das Gebäude als Ergebnis einer Volksabstimmung abgerissen und durch einen Neubau mit mehr Geschäftsflächen ersetzt. Architekturkritiker und Architekten protestierten gegen den Verlust eines wichtigen Baudenkmals der Nachkriegsära.
Auch der Würzburger Hauptbahnhof ist ein prägnantes Beispiel für die leichte, transparente Architektur der 1950er Jahre, die bewusst als Gegenentwurf zum Monumentalklassizismus des Nationalsozialismus gedacht war. Auch hier ist die Front bis zum Dach verglast und das Erscheinungsbild der Fassade durch dünne Stahlprofile und Stahlbetonstützen geprägt. 2004 sollte auch dieses Bahnhofsgebäude abgerissen werden, finanzielle Probleme der Investoren führten jedoch dazu, dass dieser „gläserne Empfangssalon“ der Stadt vorerst erhalten geblieben ist.
1966 wurden anlässlich einer Paul-Klee-Ausstellung des Nürnberger Albrecht-Dürer-Vereins auch Bilder von Hans Kern gezeigt, was ihm zumindest regionale Bedeutung auch als bildender Künstler verschaffte. Er fertigte vor allem farbenfrohe Werke in Mischtechniken und Collagen, immer wieder jedoch auch gegenständlich-expressive Gemälde.

## Werk (Auswahl)
- 1952: Hauptbahnhof Würzburg
- 1954–1955: Hauptbahnhof Aschaffenburg

| Personendaten    | Personendaten                                          |
| ---------------- | ------------------------------------------------------ |
| NAME             | Kern, Hans                                             |
| KURZBESCHREIBUNG | deutscher Architekt, Baubeamter und bildender Künstler |
| GEBURTSDATUM     | 1907                                                   |
| GEBURTSORT       | Nürnberg                                               |
| STERBEDATUM      | 1997                                                   |
| STERBEORT        | Nürnberg                                               |